# 何建宗 (研究員)
何建宗（英語：Henry Ho Kin-chung），一國兩制青年論壇創辦人兼主席。活躍於香港和內地媒體，包括發表文章、接受訪問、參與時事節目。

何建宗曾擁有華仁行化工廠的部分股權。正因為此，何建宗需要利益申報而實際上沒有，何建宗於2013年請辭發展局局長政治助理一職。

## 研究範圍
主要研究範圍爲一國兩制與基本法、粤港澳大灣區、香港高官問責制、政治人才和青年問題。他擁有豐富的政府和智庫工作經驗，曾任特區政府發展局局長政治助理、中央政策組非全職顧問和全職研究員、香港政策研究所助理研究總監。現任全國港澳研究會理事、香港特區政府基本法推廣督導委員會委員、香港專業及資深行政人員協會副會長、香港樂施會籌款及傳訊委員會委員。
內地方面，他擁有廣泛的學術網絡。他是北京大學港澳研究中心特邀研究員、清華大學法學院訪問學者、深圳大學港澳基本法研究中心兼職研究員等等。

## 簡歷
何建宗獲香港中文大學社會科學學士（主修社會學）、倫敦政治經濟學院環境評估碩士及香港科技大學工商管理碩士、北京大學法學博士。畢業後，先後任職環保團體地球之友、中央政策組全職研究員及香港大學。經常就香港管治、環境和古蹟保育議題撰稿。何建宗曾在報刊上撰寫的專欄包括：《明報》觀點版、《信報》的「時事評論」、《星島日報》的「政壇新晉」、及《經濟日報》的「國是港事」。
2009年起，擔任長春社文化古蹟資源中心理事。2011年起，獲政府委任為古物諮詢委員會會員和中央政策組非全職顧問。2009年3月，獲增選為可持續發展委員會策略工作小組成員。
2012年6月14日，在舊政府總部西座歷史建築物評級一事上，在古物古蹟諮詢委員會會議上，投票將西座列作二級歷史建築。
2012年12月20日，香港特別行政區行政長官辦公室公布，委任何建宗為發展局局長政治助理。
因涉及新界東北新發展區利益衝突而未有申報問題，何建宗於2013年8月2日向行政長官梁振英辭任發展局局長政治助理，即時生效。離職後，何建宗前往前往清華大學法學院擔任訪問學者，2014年入讀北京大學法學院攻讀博士。

## 著作
近年發佈的研究報告和文章包括：
- 《港人內地讀書就業身份待遇問題研究》
- 《對公職人員和青少年推廣憲法與基本法港澳特區的比較研究》
- 《內地高校畢業港生出路去向研究》
- 《香港年青人的處境和訴求研究》
- 《香港及北京年青專業人士處境及期望研究》
- 《粵港澳共融：實現創新區域發展》第七章
- 《融入大灣區的先行者—內地畢業港生去向分析》
- 《受忽略的群體：內地畢業港生 去向如何？》[5]
- 《港人內地社保——這麼近，那麼遠》[6]
- 《少喊口號多做實事 避免大灣區重蹈「官熱民冷」覆轍》[7]
- 《問責制：半熟的蛋糕？》[8]
- 《增強香港國際城市的地位：設立姊妹城市，增加經貿辦事處》[9]
- 《兩制之辯》及其英文版 A Debate of Two Systems, 于2019年出版。[10]

## 外部連結
- 一國兩制青年論壇 - 香港成員介紹 （页面存档备份，存于）

| 政府职务      | 政府职务                                       | 政府职务      |
| ------------- | ---------------------------------------------- | ------------- |
| 前任： 張文韜 | 香港發展局政治助理 2012年12月27日—2013年8月2日 | 繼任： 馮英倫 |